# Drikkeglas
Et drikkeglas er et bæger, i en vid række af forskellige udformninger, af glas der bruges til at drikke forskellige væsker af.
- Thutmosis’ III. (omkring 1450 f.kr.), ældste sikkert daterede glas i verden, Staatliches Museum Ägyptischer Kunst, Munchen
- Typisk rødvinsglas
- Typisk hvidvinsglas
- Tysk: sektglas
- Typisk Martiniglas
- Snapseglas